# Agrostis colorata
Agrostis colorata é uma espécie de gramínea do gênero Agrostis, pertencente à família Poaceae.